# Serge Kampf
Pour les articles homonymes, voir Kampf.
Serge Kampf, né le 13 octobre 1934 à Grenoble et mort le 15 mars 2016 à La Tronche, est un homme d'affaires français d'origine suisse, créateur et président de l'Entreprise de Services du Numérique (ESN anciennement SSII) française Capgemini.

## Carrière
Après le baccalauréat, Serge Kampf s'inscrit à la Faculté des Sciences de Grenoble. Il joue alors beaucoup au bridge. Sa première idée était de devenir ingénieur, mais il ne poursuit pas dans cette voie. Il passe un concours administratif et devient inspecteur à la Direction générale des télécommunications. Il s'intéresse alors au droit et aux relations internationales. Il obtient une Licence en sciences économiques, mais est recalé à l'ENA.
En 1960, Serge Kampf entame sa carrière chez Bull, société française spécialisée dans l'informatique professionnelle, qu'il quitte en 1967. La même année, il crée avec trois ex-collègues la société Sogeti, à Grenoble. Il choisit comme logo l'As de pique, la couleur la plus forte du bridge. En 1973, il fait sa première grande acquisition, la société CAP. En 1974, il acquiert GEMINI Computer Systems, et la société s'appelle Cap Gemini Sogeti. 
Sous sa présidence, le groupe s'internationalise et se développe au gré de plusieurs acquisitions, pour devenir Capgemini, une multinationale cotée au CAC 40. En 1994, il en détient 4,6 %. Il a été PDG de la création jusqu'au 23 mai 1996, puis Président lors du passage de la société en société anonyme à directoire jusqu'au 23 mai 2000, date à laquelle Cap Gemini est redevenue une société anonyme à conseil d'administration. Le 24 mai 2002, il retrouve la fonction de président dans le cadre de la dissociation des fonctions de président et directeur général afin d'être en conformité avec les lois dites NRE.
En 2011, il se retrouve au cœur d'une polémique, lorsque le magazine Bilan l'avait inclus par erreur dans une liste des personnalités françaises fortunées nouvellement établies en Suisse.
Il quitte son poste en 2012 avant la fin de son mandat à l'âge de 77 ans, Paul Hermelin prend sa succession le 24 mai 2012.

## Mécène
Il est également un grand connaisseur et mécène du rugby à XV et il est membre de l'Académie des sports. Sogeti et Capgemini, ses sociétés, sont respectivement les partenaires principaux du FC Grenoble et du Biarritz Olympique. D'ailleurs une tribune du Parc des sports d'Aguiléra à Biarritz porte le nom de Serge Kampf.
Il soutient aussi durant de nombreuses années les Barbarians français, club sur invitation. Il est président d'honneur des Barbarians.
Serge Kampf a permis en 2011 par le biais d'une contribution de 500 000 € de sauver le club du CSBJ (Bourgoin). Le club, en graves difficultés tant financières que sportives, pourra se présenter sereinement en Pro D2 pour la saison 2011-2012. Il aurait aussi été contacté par le Stade français pour les sauver de la crise financière qui pourrait emmener l'équipe parisienne en Pro D2 à cause de l'escroquerie d'une fondation canadienne qui devait sauver le club de la faillite.
La salle de conférence du Grenoble-Institut des neurosciences porte son nom en hommage à sa donation privée lors de la construction de cet édifice en 2006.

## Récompenses
Commandeur de la Légion d'honneur (JO du 1er janvier 2009).
Serge Kampf a été capé par le FC Grenoble Rugby.

## Biographie
- Tristan Gaston-Breton, Serge Kampf le plus secret des grands patrons français, Tallandier, 2014 (ISBN 979-10-210-0839-7 et 979-10-210-0861-8)